# Плинтус

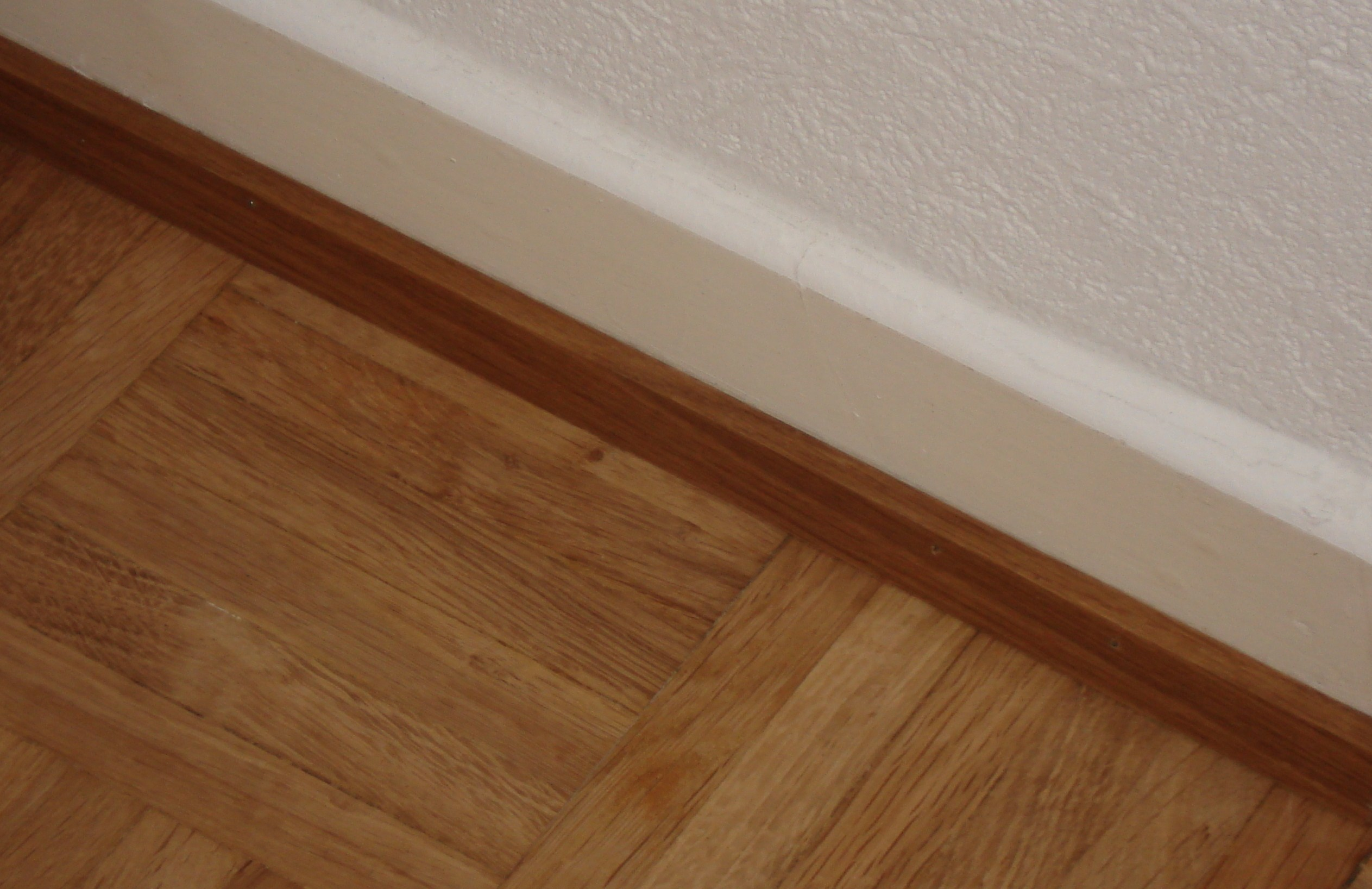
Деревянный плинтус

Плинтус (от греч. πλίνθος, вероятно, через лат. plinthus, плитка) — декоративный и защитный элемент отделки помещений для сокрытия щели между полом и стеной, тяга, идущая по низу стены. Плинтус крепится к стене. Аналогичный элемент, крепящийся к полу или потолку, называется галтелью.

## Виды плинтуса
- Плинтус обыкновенный
- Плинтус керамический
- Плинтус для ковролина
- Плинтус с кабель-каналом
- Плинтус потолочный (галтель)
- Плинтус для завода покрытий на стену (каннелюрный профиль)
- Плинтусная лента

## Материалы для изготовления
- Древесина
- Керамика
- Пластик
- Алюминий
- Пенопласт
- ЛДФ
- МДФ

## Плинтус обыкновенный
Деревянный плинтус производится из массива дерева и шпона, применяется для обрамления различного рода напольных покрытий. Как правило, такие плинтусы неоднородны — основа изготавливается из массива сосны или ели, а изготовление шпона ведётся с применением ценных пород. Однако существуют плинтусы, изготовленные из однородного деревянного массива — они являются наиболее дорогими. К основным достоинствам деревянного плинтуса относят его статусность и экологическую безопасность. Главными недостатками деревянного плинтуса являются его цена, сложность в установке и подверженность влиянию влаги (гигроскопичность).
Пластиковый плинтус производится из различных видов ПВХ, в зависимости от требований, предъявляемых к продукту. Его используют для обрамления практически всех типов напольных покрытий. Пластиковый плинтус характеризуется дешевизной, прочностью, долговечностью, простотой в установке, не подвержен воздействию влаги.

## Плинтус для ковролина
Плинтус для ковролина — это пластиковый плинтус, как правило, г-образной формы в котором предусмотрена возможность вклеивания напольного покрытия, в результате чего создаётся видимость целостности покрытия. Существует плинтус для ковролина с рёбрами и без рёбер жёсткости. Первые крепятся при помощи саморезов, вторые — с использованием контактного клея.

## Плинтус с кабель-каналом
Плинтус с кабель-каналом — пластиковый плинтус с полостью для размещения проводов и кабелей. Изготавливается из жёсткого или вспенённого ПВХ. Самая распространённая современная модель плинтуса. Усовершенствованная модель состоит из двух частей; верхняя часть может быть снята для выполнения отделочных работ (окраска, наклейка обоев).

## Галтель
Галтель — фигурная планка, которая служит для установки в месте соединения потолка и стен, позволяет скрыть неровность поверхности, а также в целом разнообразить интерьер. Её также называют потолочным плинтусом. Галтель изготавливается из гипса или твёрдого вспененного ПВХ. Установка производится при помощи контактного клея.

## Плинтус для завода покрытий на стену
Плинтус для завода покрытий на стену (каннелюрный профиль) — пластиковая планка в форме скруглённой трапеции, устанавливается непосредственно под линолеум в местах стыка пола и стен. С помощью него линолеум плавно заводят на стену, формируя плинтус из того же линолеума. Скругление между полом и стеной позволяет избежать скопления грязи и пыли, облегчает уборку. Данный вид плинтуса применяется в медицинских учреждениях и помещениях, где предъявляются высокие требования к чистоте.

## Плинтусная лента
Плинтусная лента — лента из мягкого ПВХ, используется в качестве различного рода половых покрытий в помещениях нестандартной формы. Плинтусную ленту также называют «гибкий плинтус» и «мягкий плинтус». Основное отличие плинтусной ленты от обычного плинтуса в том, что плинтусная лента легко гнётся. Такой плинтус подходит для установки на колоннах или стенах овальной формы.

Плинтусная лента разматывается по длине стены, для крепления плинтусной ленты используется контактный клей.